# Luis Fernando Lopez (personage)
Luis Fernando Lopez (Luis) is de hoofdpersoon uit de videogame Grand Theft Auto IV: The Ballad of Gay Tony, die ook een kleine bijrol heeft in Grand Theft Auto IV en Grand Theft Auto IV: The Lost and Damned. Zijn stem is ingesproken door Mario D'Leon.
Luis Fernando Lopez is een 25-jarige man met een Dominicaanse achtergrond. Hij is geboren in Liberty City en woont in een appartement in Northwood, Algonquin. Naast zijn contact met de Northwood Dominican Drug Dealers is hij ook de persoonlijke bodyguard van nachtclubeigenaar Anthony "Gay Tony" Prince, een lid van de Ancelotti familie. Verder is hij ook portier van Prince's nachtclubs Maisonette 9 en Hercules en heeft hij een aandeel in de ondergrondse kooigevechten.
De moeder van Luis, Adriana Yanira Lopez (ingesproken door Lucia Armendariz), woont vlak bij het appartement van Luis. Zij speelt een belangrijke rol in het leven van Luis. Zij is van mening dat het de verkeerde kant opgaat met haar zoon Luis en probeert hem ervan te overtuigen weer naar school te gaan. Luis is dit echter niet van plan en verdient de kost als uitsmijter bij bovengenoemde nachtclubs. Verder heeft Luis ook een broer, Ernesto. Luis heeft een matige relatie met hem, hij spreekt nooit positief over hem als hem naar zijn broer wordt gevraagd. Ernesto verschijnt zelf niet als personage in het spel.
Luis heeft twee goede jeugdvrienden, Armando Torres en Henrique Bardas (ingesproken door Jamie Fernandez en J. Salome Martinez, Jr. respectievelijk), waarmee hij samen is opgegroeid in Liberty City. In de game is het mogelijk om met Armando en Henrique zogenoemde Drug wars te doen. Hierbij is het de bedoeling om het handelswaar van rivaliserende bendes buit te maken. Hiermee kan veel geld worden verdiend en, na deze spelmodus een bepaald aantal keer te hebben herhaald, wapens worden vrijgespeeld die in het appartement van Luis kunnen worden aangetroffen.